# Еннадай
Еннадай (англ. Ennadai Lake) — озеро в Канаді.
Знаходиться на річці Казан, приблизно за 50 км на північ від її витоку — озера Касба.
В районі озера обрідно ростуть ялина чорна (Picea mariana) та модрина американська (Larix laricina), які заввишки досягають не більш як 1 — 2 м через холодні вітри взимку й посушливе літо.
До 1950-х років біля озера проживала група інуітів (ескімосів) аярміут, які потім були переселені у село Арвіат на березі Гудзонової затоки. 